# Xantip el Jove
Xantip (grec antic: Ξάνθιππος, llatí: Xanthippus) era el gran dels dos fills legítims de Pèricles. Formava part de la família dels Alcmeònides.
Va ser educa juntament amb el seu germà Pàral amb la màxima cura, però sembla que cap dels dos tenia gaire capacitat per la política. Xantip i Pàral van morir joves, junt amb la seva mare, a la plaga que va afectar Atenes l'any 429 aC, segons que diuen Plutarc i Ateneu de Nàucratis.